# Glafkos Klerides

Glafkos Klerides, 1993

Glafkos Klerides (griechisch Γλαύκος Ιοάννου Κληρίδης Gláfkos Ioánnou Klirídis, auch  Glafcos Clerides; * 24. April 1919 in Nikosia; † 15. November 2013 ebenda) war ein griechisch-zypriotischer Politiker und von 1993 bis 2003 vierter Präsident der Republik Zypern.

## Leben
Klerides wurde 1919 in Nikosia geboren, wo er 2013 auch starb. Er war der älteste Sohn des Juristen und Staatsmannes Ioannis Klerides.
1960 wurde er der erste Parlamentspräsident der Republik Zypern nach Erlangung der Unabhängigkeit vom Vereinigten Königreich. 1974 wurde er während der türkischen Militäroffensive zum ersten Mal griechisch-zypriotisches Staatsoberhaupt. Er gründete 1976 die Demokratische Gesamtbewegung (DISY), die Regierungspartei in der Republik Zypern war. Bereits 1988 trat er als Präsidentschaftskandidat gegen Georges Vassiliou an. Er verlor die Wahl jedoch knapp im zweiten Wahlgang, worin er 48 % der Stimmen erhielt. 1993 gewann er die Wahl zum Amt des Staatspräsidenten für eine Amtsdauer von fünf Jahren. Im Jahr 1998 wurde er wiedergewählt. Er blieb bis zum Ende seiner zweiten Amtsperiode 2003 Präsident der Republik Zypern. Er war auch Unterhändler der Republik Zypern mit der Türkischen Republik Nordzypern.
Er hatte eine Tochter, Katherine, welche Mitglied des Repräsentantenhauses ist. Er litt an Darmkrebs und an Nierenproblemen und starb am 15. November 2013 in einem Krankenhaus in Nikosia.

## Zweiter Weltkrieg
Während des Zweiten Weltkrieges diente er als Kanonier in der Royal Air Force. 1942 wurde sein Flugzeug von Deutschen abgeschossen und er wurde gefangen genommen. Er blieb in Gefangenschaft bis zum Ende des Krieges.